# Eduard-Rosenthal-Straße 30
Die denkmalgeschützte Villa Wohlbrück befindet sich in der Eduard-Rosenthal-Straße 30 in der Nordvorstadt von Weimar am Kirschberg.

## Geschichte
Die Villa Wohlbrück ließ sich der Kaufmann Wohlbrück aus Reval, dem heutigen Tallinn, am nördlichen Ilmhang errichten. Der Entwurf der neogotischen Villa kam von Otto Minkert. Die Villa wurde 1890/91 durch das Unterrichts- und Unterkunftsgebäude nach dem Entwurf des Zimmermeisters Ernst Weyrauch ergänzt für das 1874 in Erfurt gegründete Weißsche Töchterbildungsinstitut, welches den Zweck hatte, Töchtern aus gering bemittelten Familien den Zugang zu Bildung und Kultur zu ermöglichen. Der Gründer der Anstalt Karl Eduard Weiß erwarb 1890 dieses Grundstück und nach Fertigstellung des erwähnten Baues 1891 verlegte er dieses Institut von Erfurt hierher. 1944 wurde die Schule geschlossen, 1945 diente sie zeitweilig als Lazarett. Die Villa ist von einem großflächig gestalteten Garten umgeben.